# جونجي كاوانو
جونجي كاوانو (باليابانية: 川野 淳次) (11 يوليو 1945 في ناكاتسو في اليابان – )؛ هو لاعب كرة قدم ياباني سابق كان يلعب كمدافع. سبق له أن لعب مع منتخب اليابان.

## وصلات خارجية
- جونجي كاوانو على موقع ناشيونال فوتبول تيمز (الإنجليزية)

- National Football Teams
- Japan National Football Team Database